# Prlekija
Prlekíja je regija, ki leži v severovzhodni Sloveniji, med  Slovenskimi goricami in Muro. Njeno središče je Ljutomer.

## Meje Prlekije
Prlekija po govorici sega do reke Mure na vzhodu, na severu do Hrastja - Mote, na severozahodu do kraja Očeslavci, na zahodu zajema kraj Cerkvenjak, na jugu kraje Dornava, Markovci in Ormož ter na jugovzhodu Razkrižje, ki sodi tudi v Medžimurje.
To so meje, kjer ljudje »gučijo«. Govorica se ob sami meji spreminja.
Geografsko sega Prlekija praviloma do Radencev (nekateri omenjajo Gornjo Radgono), na zahodu do Benedikta, ponekod se omenja tudi Ptuj za del Prlekije in na vzhodu do reke Mure.

## Vina in kulinarika
Ljutomersko-Ormoške in Radgonsko-Kapelske gorice slovijo po vrhunskih vinih. Velike vinske kleti za predelavo grozdja so v Ljutomeru, Ormožu, Kapeli in Gornji Radgoni, kjer pridelujejo tudi penino. Prlekija slovi tudi po pristni prleški kulinarki. Sladokusci lahko izbirajo med mnogimi jedmi (žganci, mlečna juha, smetanovo juho z gobami, krompirjevo smetanovo juho, gobovo juho z ajdovo kašo, mesom iz tünke in mnogimi drugimi dobrotami).

## Etnološke znamenitosti

### Klopotec
Klopotec je lesena vetrnica v vinogradu, nasajena na visokem drogu in ima vlogo odganjanja ptic. V prleških vinogradih ima po navadi štiri vetrnice. Praviloma je vsak del iz drugačnega lesa. Pripisujemo mu posebno moč varovanja vinogradov, vendar pa ne le pred škodljivci. Klopotec po navadi postavljajo na Veliko mašo, 15. avgusta, nekateri pa že na Lovrenčev dan, 10. avgusta.

### Mlini
Prlekija je v glavnem kmetijsko območje. Poljedelstvo je ena pomembnejših panog in nekoč so bili tukaj številni mlini najrazličnejših vrst. Precej jih je ohranjenih še danes, sodobna tehnologija pa je omogočila tudi moderne mline. Najbolj znan med starimi mlini na Muri je Babičev mlin, ki je že tretji na tej lokaciji. Prvi je bil postavljen že leta 1890. V zgradbi na kopnem je stroj za mletje, ki ga preko gradja poganja veliko leseno vodno kolo, pritrjeno na enem od dveh čolnov. Prenosni mehanizmi v zgradbi so ohranili vse značilnosti vodnih mlinov iz obdobja, v katerem so nastajali. Zaščiten je kot tehniški spomenik in je povezava preteklosti s sedanjostjo in prihodnostjo, saj nam nazorno kaže uporabo vodne sile reke brez škodljivih vplivov in posledic za okolje.
Na Stari Gori je mlin na veter, ki je prava posebnost. V neposredni bližini cerkve Svetega Duha v Sv. Juriju ob Ščavnici stoji mlin na veter. V preteklosti je bilo v Slovenskih Goricah veliko mlinov na veter. Do leta 1960 se je ohranil samo še eden, ki pa ga ni bilo mogoče obnoviti. Na ostankih starega mlina so vaščani tare Gore zgradili novega, ki je prav tak, kot stari, le da je nekoliko večji.
Potočni mlin na Gibini stoji že več kot 200 let. Stavba je danes polovico manjša kot je bila v letih, ko je mlin še deloval. Mlin stoji v dolinici tik ob izlivu reke Ščavnice v reko Muro. Sam mlin ima bogato zgodovino iz predvojnih, medvojnih in tudi povojnih časov. Deloval je tako, da so z zapornico preusmerili potok in voda je gnala mlinsko kolo. Kasneje je mlinsko kolo zamenjala turbina, ki je gnala mlin do prihoda elektrike.
Sokov mlin na Forminu v občini Gorišnica je ohranjen kmečki mlin na dva para kamnov, ki ga je poganjalo leseno vodno kolo preko prenosov ali "transmisije". V njem je mlinar imel svojo sobico, v kateri si je kuhal in spal. Mlinar je na potoku Zvirenčina na zajezi z zapornico nabiral vodo, ter jo po pretočnem polju spuščal na mlinsko kolo. V mlin so zrnje nosili mlet iz okoliških  vasi. Mimo Sokovega mlina in domačije vodi Dravska kolesarska pot.

### Brodovi
Med Gornjo Radgono in Petišovci so bili brodovi do leta 1922, ko so zgradili most pri Veržeju, edino prometno sredstvo čez reko Muro. Brod običajno sestavljata dva plitva čolna, povezana z nosilno ploščadjo, na kateri stoji brodarjeva utica. Brod je pripet na nosilno jekleno vrv napeto med bregovoma, po kateri teče škripec z obešalno vrvjo. Vodni tok omogoča gibanje. V času tisočletne ogrsko-avstrijske meje na Muri so samo brodniki vzdrževali zveze med Slovenci na obeh straneh Mure. Po zgraditvi mostov blizu Veržeja (1922), Radencev (1940) in Razkrižja (1976) in vzpostavitvi državne meje z Republiko Hrvaško, brodov na Muri na območju Prlekije ni več.

### Stare domačije
V Prlekiji je veliko etnološko zanimivih domačij. Ena takšnih je v kraju Runeč, ki leži na gričevju vzhodno od ceste Ormož - Sveti Tomaž.
Dominkova domačija v Gorišnici več kot 300 let stara ohranjena panonska hiša. Hiša je grajena v ključ in krita s slamnato streho. Muzej na prostem vreden ogleda.

### Domača obrt
Sodarstvo je že zaradi vinogradništva pomembna obrt, ki se je na tem območju ohranila vse do danes. Sodarji danes izdelujejo tudi razne lesene spominke, ki so tipični za Prlekijo.
Umetno kovaštvo - konj je bil nekdaj zelo pomemben v kmetijstvu, zato je bilo na tem območju tudi veliko kovačev. Kljub sodobni tehnologiji je konj še vedno ostal pomemben, vendar tokrat v športno-rekreacijskem pomenu. Nekateri kovači so postali pravi mojstri v izdelovanju umetnin iz železa in svojo dejavnost opravljajo še danes.
Lončarstvo in pečarstvo - za razliko od črne keramike je v Prlekiji značilna İzniška keramika. Lončarski izdelki krasijo domove doma in v tujini. Zelo kakovostna je lončena posoda in razni avtentični spominki.
Medičarstvo - tradicija medičarstva je tudi v Prlekiji prisotna, saj so zelo zanimivi izdelki predvsem Lectova srca, parklji, miklavži, vse glede na letni čas in priložnosti.
Rezbarstvo - domači umetniki izdelujejo motivne reliefe, kipce in spominke. Ta obrt se ohranja predvsem kot dopolnilna dejavnost v zimskih večerih.
Pletenje iz pintovih vej in breze - številni domačini, predvsem ob močvirnem svetu, kjer raste vrba »pintovec«, iz njenih vej pletejo najrazličnejše uporabne predmete: košare, koše, metle in podobno. Že sama barva debla je posebnost, vejice pa se lepo oblikujejo.

## Prleško narečje
Meje Prlekije so zakoličili lingvisti in to v 19. stoletju. Prleško narečje je najbližji sorodnik prekmurščine. Na vzhodu je meja Mura, na jugu je državna meja s Hrvaško, na severu pa meji na slovensko-goriško narečje (reka Mura, Radenci, Benedikt, po Slovenskih goricah do Dornave, Markovci, Stojnci, do hrvaške meje in ob meji do Mure). To bi še naj bila Prlekija, kjer se govori prleški dialekt ali vsaj uporablja prleška leksika. Seveda je od vasi do vasi govorica različna.
Glavni preučevalec tega narečja je Rudolf Kolarič. Beseda »prleško« je nastala iz prislova »prle« (prvle - prej). Deli se na več govorov:
1. Spodnje-prleški - vzhodno od črte Ormož-Ljutomer
2. Srednje-prleški - spodnje Ptujsko polje med rekama Pesnica in Ščavnica
3. Kujleški - (kuj - takoj) - med Dravinjo in Dravo in na Zgornjem Ptujskem polju
4. Zgornje-prleški - severno od Ptuja med Pesnico in Dravo

Bistvena razlika je monoftongizacija diftongov:
- za e (stalno dolgi jat - zvezda, sveča) se govori zelo ozek e
- za o (stalnodolgi o) in o (stalnodolgi on) pa zelo ozek o

Ramovš to razlaga z mlajšimi kolonizacijami uskokov. Zato bolj drži Riglerjeva teorija, da so monoftongi sekundarnega razvoja.
V deležnikih na -l za moški spol slišimo -a (je delal - je dela)
Slovensko-goriško narečje se govori na področju od Maribora do Radencev, do Urbana. Na severu je meja državna meja z Avstrijo, južna meja teče od Radencev mimo Dvorjan, pri Zlatoličju do Polskave. Tukaj meji na štajersko in prleško narečje.
- V zahodnem podnarečju so se akuti podaljšali. Vsi govori poznajo samo dolgi vokalni sistem.
- Meja med vzhodnim in zahodnim teče od Zgornje Velke (zah. del) - Trate - Zgornja Ščavnica - Kremberk - Sveta Trojica - Dvorjane.
- Od Lenarta proti Radencem (vzhodni del) imajo enak vokalni sistem kot prekmurščina. Imajo dolge in kratke vokale.
- Soglasniški sistem je dokaj enoten tako za vzhodno in zahodno narečje.

V prleškem narečju prepeva slovenski kantavtor Tadej Vesenjak.